# Judo na Letních olympijských hrách 2008
Zápasy v judu na LOH v Pekingu probíhaly v období 9. srpna - 15. srpna 2008.

## Medailisté

### Muži
| Kategorie | Zlato                                   | Stříbro                             | Bronz                                | Bronz                               |
| --------- | --------------------------------------- | ----------------------------------- | ------------------------------------ | ----------------------------------- |
| - 60 kg   | Čchö Min-ho · Jižní Korea (KOR)         | Ludwig Paischer · Rakousko (AUT)    | Ruben Houkes · Nizozemsko (NED)      | Rišad Sabirov · Uzbekistán (UZB)    |
| - 66 kg   | Masato Učišiba · Japonsko (JPN)         | Benjamin Darbelet · Francie (FRA)   | Yordanis Arencibia · Kuba (CUB)      | Pak Čchol-min · Severní Korea (PRK) |
| - 73 kg   | Elnur Mammadli · Ázerbájdžán (AZE)      | Wang Ki-čchun · Jižní Korea (KOR)   | Leandro Guilheiro · Brazílie (BRA)   | Rasul Bokijev · Tádžikistán (TJK)   |
| - 81 kg   | Ole Bischof · Německo (GER)             | Kim Če-pom · Jižní Korea (KOR)      | Tiago Camilo · Brazílie (BRA)        | Roman Honťuk · Ukrajina (UKR)       |
| - 90 kg   | Irakli Cirekidze · Gruzie (GEO)         | Ammár bin Jachlef · Alžírsko (ALG)  | Sergei Aschwanden · Švýcarsko (SUI)  | Hišám Misbah · Egypt (EGY)          |
| - 100 kg  | Najdangín Tüvšinbajar · Mongolsko (MGL) | Askat Žitkejev · Kazachstán (KAZ)   | Movlud Miralijev · Ázerbájdžán (AZE) | Henk Grol · Nizozemsko (NED)        |
| + 100 kg  | Satoši Išii · Japonsko (JPN)            | Abdulla Tangriev · Uzbekistán (UZB) | Oscar Braison · Kuba (CUB)           | Teddy Riner · Francie (FRA)         |

### Ženy
| Kategorie | Zlato                                | Stříbro                                   | Bronz                                        | Bronz                                          |
| --------- | ------------------------------------ | ----------------------------------------- | -------------------------------------------- | ---------------------------------------------- |
| - 48 kg   | Alina Dumitruová · Rumunsko (ROU)    | Yanet Bermoyová · Kuba (CUB)              | Rjóko Taniová · Japonsko (JPN)               | Paula Paretová · Argentina (ARG)               |
| - 52 kg   | Sian Tung-mej · Čína (CHN)           | An Kum-e · Severní Korea (PRK)            | Soraja Haddadová · Alžírsko (ALG)            | Misato Nakamuraová · Japonsko (JPN)            |
| - 57 kg   | Giulia Quintavalleová · Itálie (ITA) | Deborah Gravenstijnová · Nizozemsko (NED) | Ketleyn Quadrosová · Brazílie (BRA)          | Sü Jen · Čína (CHN)                            |
| - 63 kg   | Ajumi Tanimotová · Japonsko (JPN)    | Lucie Décosseová · Francie (FRA)          | Elisabeth Willeboordseová · Nizozemsko (NED) | Won Ok-im · Severní Korea (PRK)                |
| - 70 kg   | Masae Uenová · Japonsko (JPN)        | Anaysi Hernándezová · Kuba (CUB)          | Edith Boschová · Nizozemsko (NED)            | Ronda Rouseyová · Spojené státy americké (USA) |
| - 78 kg   | Jang Siou-li · Čína (CHN)            | Yalennis Castillová · Kuba (CUB)          | Stéphanie Possamaïová · Francie (FRA)        | Čong Kjong-mi · Jižní Korea (KOR)              |
| + 78 kg   | Tchung Wen · Čína (CHN)              | Maki Cukadaová · Japonsko (JPN)           | Lucija Polavderová · Slovinsko (SLO)         | Idalis Ortízová · Kuba (CUB)                   |

## Přehled medailí
| Pořadí | Země                         | Zlato | Stříbro | Bronz | Celkově |
| ------ | ---------------------------- | ----- | ------- | ----- | ------- |
| 1.     | Japonsko (JPN)               | 4     | 1       | 2     | 7       |
| 2.     | Čína (CHN)                   | 3     | 0       | 1     | 4       |
| 3.     | Jižní Korea (KOR)            | 1     | 2       | 1     | 4       |
| 4.     | Ázerbájdžán (AZE)            | 1     | 0       | 1     | 2       |
| 5.     | Gruzie (GEO)                 | 1     | 0       | 0     | 1       |
| 5.     | Německo (GER)                | 1     | 0       | 0     | 1       |
| 5.     | Itálie (ITA)                 | 1     | 0       | 0     | 1       |
| 5.     | Mongolsko (MGL)              | 1     | 0       | 0     | 1       |
| 5.     | Rumunsko (ROU)               | 1     | 0       | 0     | 1       |
| 10.    | Kuba (CUB)                   | 0     | 3       | 3     | 6       |
| 11.    | Francie (FRA)                | 0     | 2       | 2     | 4       |
| 12.    | Nizozemsko (NED)             | 0     | 1       | 4     | 5       |
| 13.    | Severní Korea (PRK)          | 0     | 1       | 2     | 3       |
| 14.    | Alžírsko (ALG)               | 0     | 1       | 1     | 2       |
| 14.    | Uzbekistán (UZB)             | 0     | 1       | 1     | 2       |
| 16.    | Rakousko (AUT)               | 0     | 1       | 0     | 1       |
| 16.    | Kazachstán (KAZ)             | 0     | 1       | 0     | 1       |
| 18.    | Brazílie (BRA)               | 0     | 0       | 3     | 3       |
| 19.    | Argentina (ARG)              | 0     | 0       | 1     | 1       |
| 19.    | Egypt (EGY)                  | 0     | 0       | 1     | 1       |
| 19.    | Slovinsko (SLO)              | 0     | 0       | 1     | 1       |
| 19.    | Švýcarsko (SUI)              | 0     | 0       | 1     | 1       |
| 19.    | Tádžikistán (TJK)            | 0     | 0       | 1     | 1       |
| 19.    | Ukrajina (UKR)               | 0     | 0       | 1     | 1       |
| 19.    | Spojené státy americké (USA) | 0     | 0       | 1     | 1       |
| Celkem | Celkem                       | 14    | 14      | 28    | 56      |